# Lluïsa Lizarraga
Lluïsa Lizarraga i Gisbert (Amposta, 12 de abril de 1960) es una maestra y política española, diputada al Congreso de los Diputados en la VIII e IX legislaturas. 
Trabaja como maestra de catalán. Es regidora en el Ayuntamiento de Amposta por el PSC-PSOE y consejera del Consejo Comarcal del Montsià. Ha sido elegida diputada por la provincia de Tarragona en las elecciones generales españolas de 2004 y en las del2008. Ha sido secretaria primera de la Comisión Mixta de los Derechos de la Mujer y de Igualdad Oportunidades (2004-2008) y secretaria primera de la Comisión de Medio ambiente, Agricultura y Pesca (2008-2011).